# Иван Китанов
Иван Георгиев (Гошев) Китанов или Йонче Китин е български революционер, войвода на Вътрешната македоно-одринска революционна организация и деец на Вътрешната македонска революционна организация.

## Биография
Роден е в битолското село Цапари, тогава в Османската империя, днес в Северна Македония. Включва се дейно в националноосвободителни борби на българите в Македония и влиза във ВМОРО. По време на Илинденско-Преображенското въстание през лятото на 1903 година е войвода на селската чета. Участва в нападенията на селата Търново и Братин дол. Загива във въстанието.